# Onthophagus kapuri
Onthophagus kapuri là một loài bọ cánh cứng trong họ Bọ hung (Scarabaeidae).